# Chapas (juego infantil)

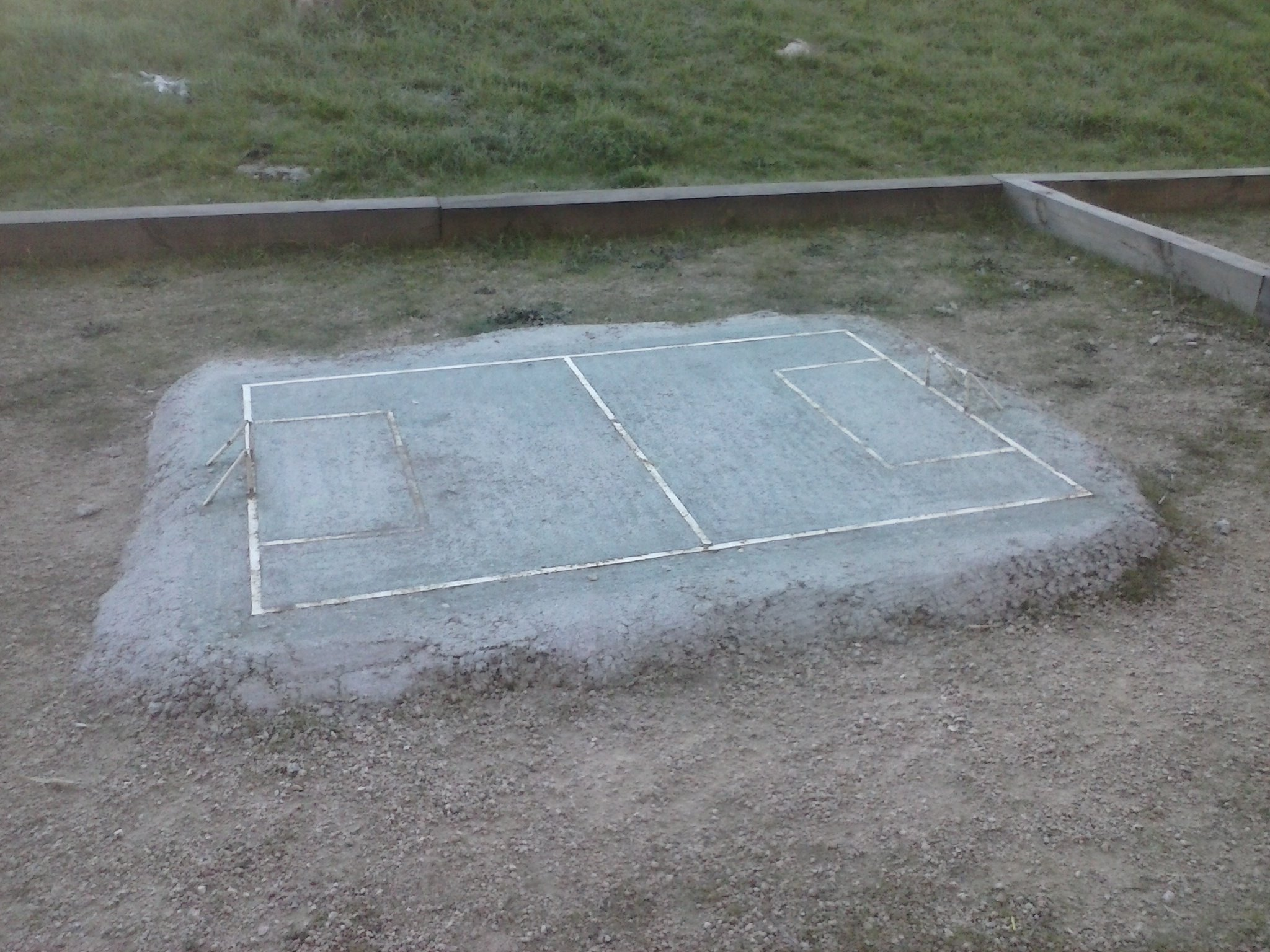
Campo de fútbol para chapas.

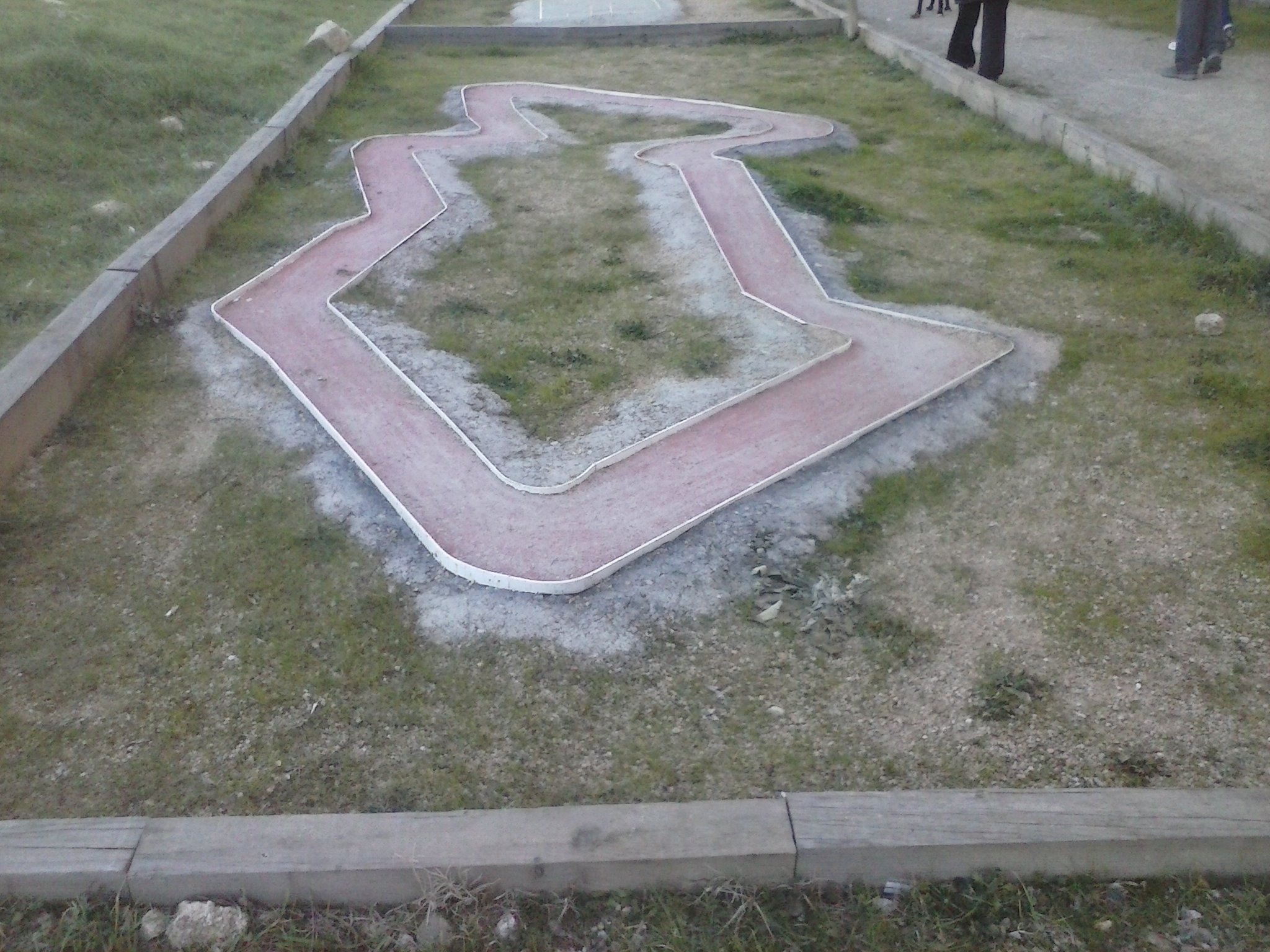
Circuito para jugar a las chapas.

Se trata de un tipo de juegos populares que comparten el uso de chapas (tapón corona) o tapones de botella como fuente primaria de recursos. En ocasiones, las chapas se utilizan como simulación de eventos deportivos, como pudieran ser carreras de ciclismo o partidos de fútbol. Las chapas se pueden decorar interiormente con fotografías recortadas de revistas, cromos o dibujos en papel, representando el equipo al que pertenecen.

## Reglas estilo de carreras
- Se dibuja un circuito o camino con curvas

, rectas, o estrechos. También se puede hacer una pista sobre tierra, usando las manos o una madera. Se marcan con líneas la salida y la meta.
- Cada jugador coloca su chapa en la línea de salida. Por turnos, cada participante impulsa con un dedo su chapa (diversas técnicas), intentando avanzar el máximo recorrido sin salirse del circuito.
- Si después de tirar, la chapa queda dentro del circuito marcado, se deja donde está. En caso de que haya salido del circuito, retrocede al lugar desde donde tiró y espera un nuevo turno.[3]
- El circuito puede complicarse con pequeños obstáculos que dificulten la carrera,[4] como piedras, palitos, rampas, hoyos, etc.
- El primer jugador que consiga llegar a la meta será el ganador de la carrera.[5]